# Rakománykultusz-tudomány
A rakománykultusz-tudomány (angolul: cargo cult science) kifejezést Richard Feynman használta először a California Institute of Technology évzáró beszédében 1974-ben. Értelmezésében rakománykultusz-tudomány az a tevékenység, mely külsőségeiben hasonlóságot mutat a tudományos munkával, de módszereiből hiányzik a valódi tudományokra jellemző integritás. A beszéd megtalálható Tréfál, Feynman Úr? című könyvében.

## A kifejezés eredete

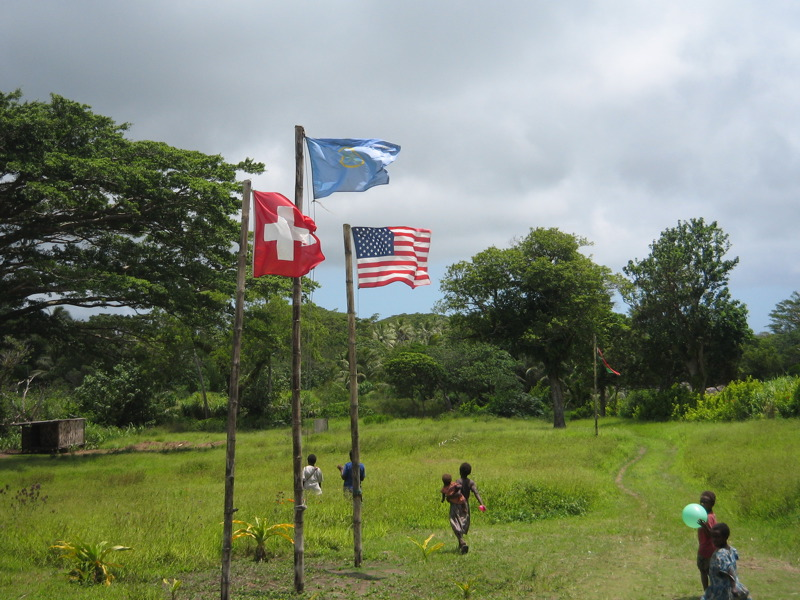
John Frum kultuszának ceremoniális zászlaja

A kifejezés alapja antropológiai eredetű, s a rakománykultusz jelenségén alapszik. A rakománykultuszok azon vallási mozgalmak, melyek törzsi társadalmakban jelentek meg a technológiailag fejlett, nem bennszülött kultúrákkal való találkozások során. Céljuk a fejlettebb kultúrára jellemző anyagi javak megszerzése, melyet különböző vallási rituálék segítségével igyekeznek elérni. Legjobban dokumentált példái Melanézia területéről származnak. Ezek közül is az egyik legteljesebben leírt eset az Új-Hebridákhoz (mai nevén Vanuatu) köthető John Frum kultusza, mely még ma is létezik.
Az 1940-es években amerikai csapatok érkeztek Vanuatura. A bennszülött lakosság megfigyelte, hogy a földjükön állomásozó külföldi katonák voltaképpen semmiféle általuk hasznosnak vélt munkát nem végeznek, a javakat, a „rakományt” hajóval, majd repülőgépen kapják. A szigetlakók úgy gondolták, a külföldiek valamilyen különleges kapcsolatban állnak az istenségekkel és az ősökkel, mivel szerintük csak nekik állt hatalmukban ekkora gazdagság előállítása. John Frum követői szimbolikus leszállópályákat és irányítótornyot építettek bambuszból, csalétekként pedig repülőgép-utánzatokat is építettek, hogy így csalogassák oda a rakományt szállító repülőgépeket.

## A tudományos munkára alkalmazva
Feynman analógiája szerint a rakománykultusz-tudósok ugyanúgy színlelik a tudományos munkát, ahogyan a rakománykultuszok hívei repülőgép-utánzatokat gyártanak. Feynman szerint egy kutatónak, aki el szeretné kerülni, hogy rakománykultusz-tudós váljék belőle, elsősorban arra kell ügyelnie, hogy ne csapja be saját magát. Készen kell állnia, hogy megkérdőjelezze saját eredményeit, és utánajárjon az elmélete vagy a kísérleti elrendezése esetleges hibáinak. A tudományos őszinteségről a következőket írja:
Tapasztalatból tudjuk, hogy az igazság kiderül. Más kutatók majd megismétlik a kísérletedet, s rájönnek, hogy tévedtél-e vagy sem. A természet jelenségei egyetértenek, vagy ellenkeznek majd az elméleteddel. És – bár szerezhetsz némi múlandó ismertséget és válthatsz ki izgatottságot – nem érdemled ki a hírnevet mint tudós, ha nem igyekszel felettébb óvatosan végezni ezt a fajta munkát. És ez az a fajta tisztesség, ez a figyelem, hogy ne csapd be önmagad, ez hiányzik nagy mértékben azon kutatásokban, melyeket a rakománykultusz-tudomány végez.